# Pallokerho-35
PK-35 Vantaa (fiń. Pallokerho-35 Vantaa) – fiński klub piłkarski, mający siedzibę w Vantaa, w prowincji Finlandia Południowa na południu kraju.

## Historia
Chronologia nazw:
- 1935–1939: Viipurin Pallokerho (ViPK)
- 1948: Pallokerho-35 (PK-35 Helsinki)
- 2009: PK-35 Vantaa

Klub Viipurin Pallokerho został założony w mieście Wyborg we wrześniu 1935 roku z inicjatywy miejscowych młodych piłkarzy. Zespół występował na drugim poziomie rozgrywek Suomensarja. Działalność klubu została przerwana w listopadzie 1939 roku po rozpoczęciu radziecko-fińskiej wojny zimowej.
Po zakończeniu II wojny światowej klub z Wyborga postanowił kontynuować działalność w nowym miejscu, w Helsinkach. Klub został reaktywowany w styczniu 1948 roku i nazwany jako Pallokerho-35 (z powodu nacisków ze strony Związku Radzieckiego nie mógł wykorzystywać nazwy miejscowości Wyborg). Od 1950 roku klub rozgrywał swoje mecze domowe w samym środku dzielnicy Kallio i występował w lidze regionalnej. Dopiero w 1995 roku zespół kierowany przez trenera Pasi Rautiainen otrzymał prawo gry w profesjonalnej drugiej lidze Mistrzostw Finlandii (Kakkonen). Po zakończeniu sezonu uplasował się na trzecim miejscu w grupie Itälohko. W następnym 1996 sezonie był pierwszym w grupie Etelälohko i uzyskał awans do pierwszej ligi (Ykkönen). W sezonie 1997 najpierw zajął pierwsze miejsce w grupie Etelälohko, a następnie w turnieju finałowym zajął końcowe drugie miejsce. W 1998 debiutował w najwyższej lidze Veikkausliiga i zakończył rozgrywki na trzecim miejscu w lidze oraz zdobył promocję do gry w Pucharze UEFA. Również dotarł do finału Pucharu Finlandii, w którym przegrał z lokalnym rywalem HJK Helsinki 3-2. Jednak klub miał problemy finansowe, co sprawiło, że pierwszy zespół został przejęty przez Hjallis Harkimo, właściciela klubu hokejowego Jokerit i przemianowany na FC Jokerit.
Klub PK-35 nadal istniał i rozpoczął nowy sezon 1999 w lidze regionalnej. Po trzech sezonach gry w obszarach Pihlajamäki i Bock w 2001 awansował do drugiej ligi (Kakkonen). W sezonie 2003 zajął pierwsze miejsce w grupie Etelälohko, ale przegrał w 1 rundzie barażów o awans do pierwszej ligi. W następnym sezonie 2004 najpierw zajął drugie miejsce w grupie Etelälohko, a potem w barażach zdobył promocję do pierwszej ligi. Po powrocie do Ykkönen debiutancki sezon 2005 roku był udanym - końcowe 3 miejsce. W następnych sezonach od 2006 do 2008 klub zajmował środkowe miejsca w lidze i występował na stadionie w parku Myllypuro.
Po zakończeniu sezonu 2008 PK-35 przeniósł się do miasta Vantaa i zmienił nazwę na PK-35 Vantaa. Klub reprezentowały piłkarskie zespoły kobiet i mężczyzn, które grali na ISS Stadion w Myyrmäki. W sezonie 2015 męski zespół zajął drugie miejsce w pierwszej lidze i w barażach zdobył awans do najwyższej ligi Mistrzostw Finlandii.

## Sukcesy

### Trofea krajowe
| \| \| Zdobyte trofea w rozgrywkach Finlandii (stan na: 31-12-2015) \| |                                                              |      |            |
| Rozgrywki                                                             | Osiągnięcie                                                  | Razy | Sezon(y)   |
| Mistrzostwo                                                           | I miejsce                                                    | 0    |            |
| Mistrzostwo                                                           | II miejsce                                                   | 0    |            |
| Mistrzostwo                                                           | III miejsce                                                  | 1    | 1998       |
| Puchar                                                                | zdobywca                                                     | 0    |            |
| Puchar                                                                | finalista                                                    | 1    | 1998       |
| II liga                                                               | I miejsce                                                    | 0    |            |
| II liga                                                               | II miejsce                                                   | 2    | 1997, 2015 |
| II liga                                                               | III miejsce                                                  | 1    | 2005       |
| Finlandia                                                             | Zdobyte trofea w rozgrywkach Finlandii (stan na: 31-12-2015) |      |            |

- Kakkonen (III liga):
  - mistrz (1x): 1996 (grupa Etelälohko)

## Stadion
Klub rozgrywa swoje mecze domowe na stadionie Myyrmäen w mieście Vantaa, który może pomieścić 4700 widzów.

## Piłkarze
| Nr | Poz. | Piłkarz             |
| -- | ---- | ------------------- |
| 1  | BR   | Daniel Kollar       |
| 2  | OB   | Altim Ademaj        |
| 3  | OB   | Kosta Manev         |
| 4  | OB   | Kim Raimi (kapitan) |
| 5  | PO   | Riku Heinonen       |
| 6  | PO   | Carlos Portela      |
| 7  | PO   | Yerai               |
| 8  | PO   | Mateo               |
| 9  | NA   | Masar Ömer          |
| 10 | PO   | Ymer Xhaferi        |
| 11 | PO   | Ilari Äijälä        |
| 13 | BR   | Samu Volotinen      |

| Nr | Poz. | Piłkarz          |
| -- | ---- | ---------------- |
| 14 | OB   | Bob Diasonama    |
| 15 | PO   | Lucas Kaufmann   |
| 16 | PO   | Konsta Rasimus   |
| 17 | NA   | Kevin Mombilo    |
| 19 | NA   | Aleksi Ristola   |
| 22 | PO   | Lucas García     |
| 30 | OB   | Ahmed Said Ahmed |
| 33 | PO   | Fernando Liñan   |
| 38 | NA   | Pablo Couñago    |
| 55 | PO   | Marcus Heimonen  |
| 58 | OB   | Reza Heidari     |
| 99 | NA   | Njazi Kuqi       |

## Trenerzy
...
- 1994–1998:  Pasi Rautiainen

...
- 200?–2010:  Mikko Lappalainen
- 2011–14.07.2013:  Pasi Pihamaa
- 14.07.2013–2013:  Ilir Zeneli
- 2014:  Jari Europaeus
- 09.01.2015–...:  Shefki Kuqi